# Organizzazione intergovernativa per i trasporti internazionali per ferrovia
L'Organizzazione intergovernativa per i trasporti internazionali per ferrovia (in lingua francese: Organisation intergouvernementale pour les Transports Internationaux Ferroviaire, abbreviata: OTIF) è un'organizzazione intergovernativa che governa il trasporto ferroviario internazionale.
Nel 2015 ha come membri stati dell'Europa, dell'Africa e dell'Asia.
L'OTIF sviluppa strumenti per facilitare il traffico ferroviario internazionale e per raggiungere questo obiettivo lavora a stretto contatto con il Comitato Internazionale del Trasporto Ferroviario (CIT), la Commissione economica per l'Europa delle Nazioni Unite (UNECE), l'Agenzia ferroviaria europea (ERA), la commissione europea "DG MOVE" e l'Organizzazione per la cooperazione delle Ferrovie (OSJD).

## Storia

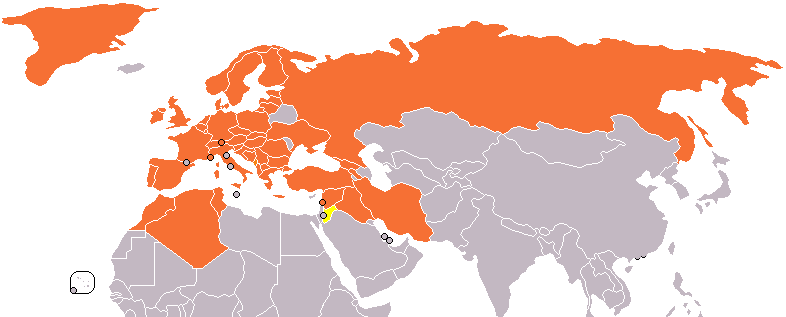
Mappa dei paesi membri dell'OTIF

L'OTIF venne istituita il 1º maggio 1985 successivamente alla Convenzione relativa ai trasporti internazionali per ferrovia (COTIF 1980), che venne sottoscritta a Berna (Svizzera) nel 1980. Il predecessore era l'Ufficio Centrale per il trasporto ferroviario internazionale (OCTI), istituito nel 1893.
La convenzione COTIF venne modificata dal protocollo firmato a Vilnius il 3 giugno 1999. Prima di tale protocollo, il principale obbiettivo dell'OTIF era di sviluppare sistemi giuridici uniformi per il trasporto ferroviario internazionale dei passeggeri e delle merci: tali sistemi di leggi sono esistiti per molti decenni ed erano conosciuti come "Regole Uniformi" ed includevano la CIV (Convention Internationale pour le transport des Voyageurs, Convenzione Internazionale per il trasporto dei Viaggiatori) per i passeggeri e la CIM (Convention Internationale pour le transport des marchandises, Convenzione Internazionale per il trasporto delle Merci) per le merci.

## Membri
Nel 2016 sono 50 gli stati membri dell'OTIF, più un membro associato senza diritto di voto (Giordania) oltre all'Unione europea (dal 2011):
1. Afghanistan
2. Albania
3. Algeria
4. Armenia
5. Austria
6. Azerbaigian
7. Belgio
8. Bosnia ed Erzegovina
9. Bulgaria
10. Croazia
11. Danimarca
12. Estonia
13. Finlandia
14. Francia
15. Georgia
16. Germania
17. Grecia
18. Iran
19. Iraq (membro sospeso)
20. Irlanda
21. Italia
22. Giordania (membro associato)
23. Lettonia
24. Libano (membro sospeso)
25. Liechtenstein
26. Lituania
27. Lussemburgo
28. Macedonia del Nord
29. Monaco
30. Montenegro
31. Marocco
32. Norvegia
33. Paesi Bassi
34. Pakistan
35. Polonia
36. Portogallo
37. Regno Unito
38. Rep. Ceca
39. Romania
40. Russia
41. Serbia
42. Siria (membro sospeso)
43. Slovacchia
44. Slovenia
45. Spagna
46. Svezia
47. Svizzera
48. Tunisia
49. Turchia
50. Ucraina
51. Ungheria
52. Unione europea

### Membri sospesi
Dal settembre 1997 l'appartenenza all'organizzazione di Libano ed Iraq è stata sospesa fino al ripristino del traffico ferroviario internazionale in questi paesi.

### Membri associati
La Giordania (le cui ferrovie si estendono per 1600 km) è un membro associato dal 1º agosto 2010, senza diritto di voto.

## Sede ed organi
La sede dell'OTIF si trova a Berna, in Svizzera.
Gli organi sono: l'Assemblea generale, il Comitato amministrativo (per la supervisione finanziaria ed amministrativa), il Comitato di revisione, il Comitato degli esperti sul trasporto di beni pericolosi, il Comitato degli esperti tecnici e il Comitato per l'assistenza ferroviaria; il Segretariato generale svolge i compiti di segreteria.
Le lingue di lavoro dell'organizzazione sono l'inglese, il francese ed il tedesco.

## Attività
1. Sviluppo del diritto dei trasporti in ambito ferroviario nelle seguenti aree:
  - contratti di trasporto internazionale di passeggeri e merci (CIV and CIM),
  - trasporto di merci pericolose (RID),
  - contratti d'uso dei veicoli (CUV),
  - contratti d'uso dell'infrastruttura ferroviaria (CUI),
  - validazione degli standard tecnici ed adozione di prescrizione tecniche uniformi per il materiale ferroviario (APTU),
  - procedura per l'ammissione tecnica di veicoli ferroviari e altro materiale ferroviario usati nel traffico internazionale (ATMF);
2. estendere lo scopo della convenzione COTIF al fine di rendere possibile, nel lungo tempo, l'adozione di un unico regime legale mondiale dall'Atlantico al Pacifico;
3. preparazione per l'entrata in vigore del Protocollo di Lussemburgo (che ha istituito il registro per le garanzie internazionali del materiale rotabile ferroviario e il Segretariato dell'Autorità di supervisione);
4. la rimozione degli ostacoli per il passaggio delle frontiere nei trasporti ferroviari internazionali;
5. partecipazione nella preparazione di altre convenzioni internazionali riguardanti il trasporto ferroviario, in collaborazione con la Commissione economica per l'Europa delle Nazioni Unite ed altre organizzazioni internazionali.

Nel 2016 le Regole Uniformi create dell'OTIF si applicano nei trasporti ferroviari internazionali lungo i circa 250.000 km di linee ferroviarie e sui 17.000 km dei complementari collegamenti navali marittimi e su acque interne, così come nei trasporti stradali precedenti e successivi a quello ferroviario.